# Sarnów (gmina)
Sarnów (od 1973 Gniewoszów) – dawna gmina wiejska istniejąca do 1954 roku w woj. kieleckim. Nazwa gminy pochodzi od wsi Sarnów, lecz siedzibą władz gminy był Gniewoszów. 
W okresie międzywojennym gmina Sarnów należała do powiatu kozienickiego w woj. kieleckim, obejmując także obszar dawnej gminy Gniewoszów-Granica. Po wojnie gmina zachowała przynależność administracyjną. Według stanu z dnia 1 lipca 1952 roku gmina składała się z 21 gromad: Bierdzież, Boguszówka, Borek, Chechły, Gniewoszów, Marianów, Markowola, Markowola kol., Mieścisko, Oleksów Stary, Piątków, Regów Stary, Sarnów, Sławczyn, Teodorów, Wólka Bachańska, Wysokie Koło, Zawada Nowa, Zawada Stara, Zdunków i Zwola Stara.
Jednostka została zniesiona 29 września 1954 roku wraz z reformą wprowadzającą gromady w miejsce gmin. Po reaktywowaniu gmin z dniem 1 stycznia 1973 roku gminy Sarnów nie przywrócono, utworzono natomiast jej terytorialny odpowiednik, gminę Gniewoszów w tymże powiecie i województwie.